# Zonder titel (Alfred Eikelenboom, Amsterdam)
Op de kruising van de Europaboulevard en de Van Boshuizenstraat in Amsterdam-Buitenveldert staat een titelloos kunstwerk.
Deze driedelige schepping van Alfred Eikelenboom staat op een rotonde. Het is samengesteld uit
1. een pilaar met een daaromheen gedrapeerde kabel geplaatst op een betonnen plaat
2. een bol op een betonnen plaat, door de bol lijkt een kogel te zijn geschoten; rondom de inslag is de bol naar binnengedrukt; aan het uiteinde is alleen het uitgangsgat te zien
3. een bouwwerk met afdaken met daaronder een soort traliewerken.

De eerste twee zijn helrood; het derde is rood, zwart en grijs. Het zijn zogenaamde utopische modellen, een kruising tussen kunstwerk en architectuur. De gebruikte vormen komen vaker voor in het oeuvre van de kunstenaar, niet alleen als beelden, hij gebruikte zo ook in zeefdrukken etc.

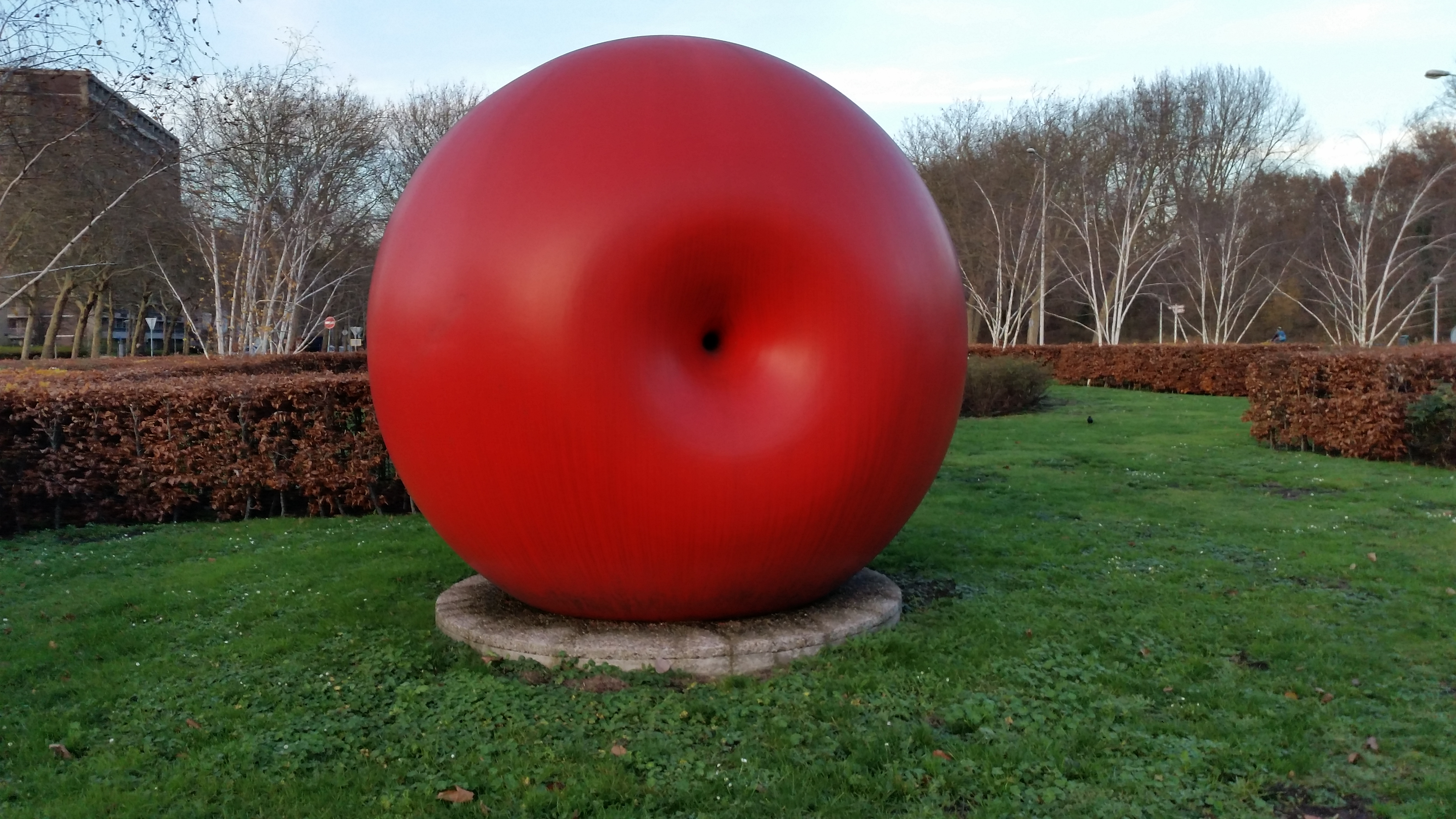
De bol (november 2018)